# Alastair Ralphs
Alastair Charles Ralphs, pseud. A-1 (ur. 22 maja 1977 w Placentia Bay) – kanadyjski zawodowy zapaśnik i były kulturysta.
W latach 2004–2007 występował w federacji Total Nonstop Action Wrestling (TNA), następnie związany był z ottawowskim Universal Wrestling Alliance (UWA).

## W wrestlingu
- Finishery
  - Royal Flush (Arm trap hangman's neckbreaker)
  - Pumphandle powerbomb

- Akcje rozpoznawcze
  - Brainbuster
  - Powerbomb
  - Running powerslam
  - Spear

- Menadżerowie
  - Jade Chung
  - Scott D’Amore

## Tytuły i osiągnięcia
- Border City Wrestling
  - BCW Can-Am Heavyweight Championship (1x)